# Purificación de agua contaminada
El acceso al agua segura ha sido declarado un derecho humano por las Naciones Unidas. Sin embargo, el problema de la falta de este vital elemento potable en las regiones rurales latinoamericanas no es desconocido y los pobladores de esas zonas no tienen otra solución que utilizar agua de ríos, vertientes y pozos que generalmente cuentan con un elevado grado de contaminación. Esto produce problemas sociales, económicos y de salud, tales como enfermedades endémicas fatales (hepatitis, cólera, parasitosis, etc.).
En los últimos tiempos, se ha vuelto dramática en varios países la incidencia del hidroarsenicismo crónico regional endémico (HACRE), una enfermedad derivada de la ingestión de agua con arsénico durante períodos prolongados, que puede terminar en lesiones de la piel y en cáncer.

## Situación de Latinoamérica
El Foro mundial del agua estima que se producen entre 80 mil y 100 mil muertes por año en Latinoamérica a raíz del consumo prolongado de agua con contaminación microbiana. Es una de las causas más importantes de diarrea. es muy peligroso esta enfermedad para niño(a) de 10 meses o 1-2-3 años “En las poblaciones más humildes".

## Situación de Argentina

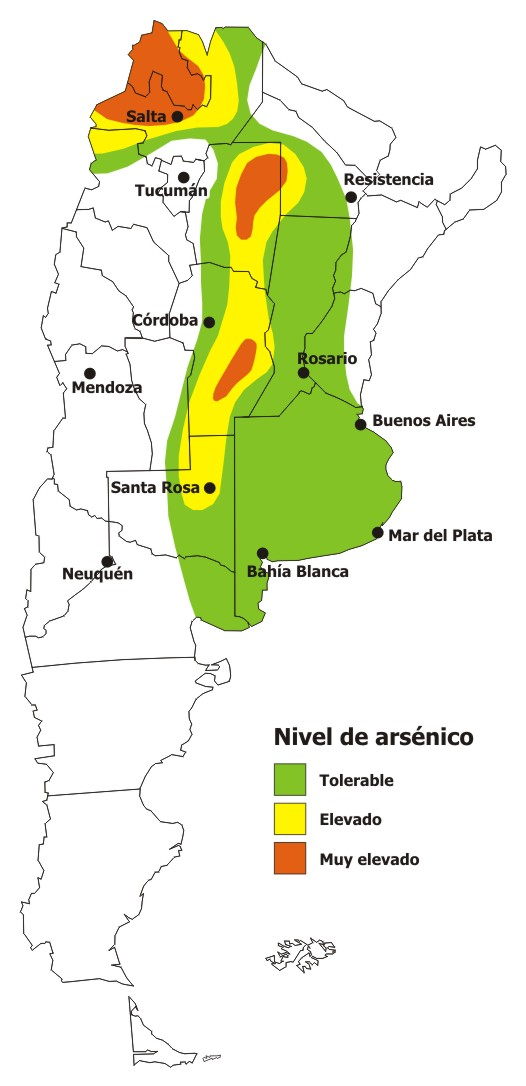
Niveles aproximados de arsénico en Argentina, según el SPAR.

La región Chaco-Pampeana es la zona de mayor índice de contaminación con arsénico de América Latina, esto se debe a que existe en ciertas zonas de esta región napas freáticas de las cuales se extrae "agua de pozo", un estrato de cenizas volcánicas (debidas a antiquísimas erupciones en los Andes) que poseen arsénico, tal estrato se suele encontrar entre el metro y medio de profundidad y los 21/2 metros. En algunos lugares de las provincias de Santiago del Estero, Córdoba, oeste de la provincia de Buenos Aires y gran parte de la provincia de La Pampa, así como en Salta y Jujuy pueden encontrarse niveles de arsénico de más de 1 mg/l. La FAO de la ONU recomienda no superar los 0,05 mg/l, aunque este nivel varía muchísimo de un lugar a otro del mundo, en primer lugar porque en las zonas tropicales se consume más agua, pero también por otros factores como la alimentación y el acceso a otros tipos de bebida. En Argentina se considera que el máximo tolerable de arsénico está entre 0,10 y 0,12 mg/l. Por debajo de estos niveles no se ha registrado hidroarsenicismo y tampoco se detectan anomalías estadísticas en casos de cáncer.
La doctora en química de la UBA e investigadora del CONICET en la Comisión Nacional de Energía Atómica (CNEA) Marta Litter encabeza un proyecto interdisciplinario para revertir esta situación con tecnología solar sumamente accesible. Su trabajo se basa en la investigación, validación y aplicación de soluciones técnicas y educativas para proveer agua potable a poblaciones rurales aisladas, con recursos hídricos y económicos escasos. El estudio fue realizado entre los años 2002 y 2006 en conjunto con las universidades de países como Brasil, Chile, Perú, México y Trinidad y Tobago.
Los participantes del proyecto, especialistas en tecnologías avanzadas de oxidación y métodos novedosos para el tratamiento de aguas, desarrollaron tecnologías simples, eficientes, de bajo costo y que fueran socialmente aceptables para la eliminación in situ de la contaminación microbiológica y química.
El proyecto se denomina OEA/AE/141, titulado “Tecnologías Económicas para la desinfección y descontaminación de aguas en zonas rurales de América Latina”, y los resultados, hasta el momento, han sido realmente asombrosos.
El equipo de la doctora Litter estudió tres tipos de contaminación del agua: microbiana, química por compuestos orgánicos (pesticidas, herbicidas, etc.) y por arsénico; y las posibilidades para purificarla.

## Situación de Ecuador
Existe actualmente una ley denominada Ley de aguas, el Gobierno actual propuso una Ley de Recursos Hídricos por lo cual se realizó una consulta prelegislativa para actualizar esta ley en la cual se norma la contaminación del agua. En esta Ley de Aguas existe un capítulo que trata sobre el agua contaminada:
Capítulo XXIV De la contaminación Art. 90.- Para los efectos de aplicación del Art. 22 de la Ley de Aguas, se considerará como "agua contaminada" toda aquella corriente o no que presente deterioro de sus características físicas, químicas o biológicas, debido a la influencia de cualquier elemento o materia sólida, líquida, gaseosa, radioactiva o cualquier otra substancia y que den por resultado la limitación parcial o total de ellas para el uso doméstico, industrial, agrícola, de pesca, recreativo y otros.
En la región Costa, en el área de la provincia de El Oro, en el año 2013 el Gobierno Nacional, mediante la Secretaria Nacional del Agua y esta a su vez mediante la Dirección Nacional de Calidad del Agua, llevò a cabo el monitoreo de la calidad del agua Archivado el 10 de junio de 2015 en Wayback Machine. de los ríos: Santa Rosa, Caluguro, Buenavista, Arenillas, Zarumilla y sus respectivos caudales tributarios, y sus afluentes.
En la región Oriental, en el área de la provincia del Napo el grado de contaminación en ríos está relacionado con la explotación minera irregular, existe actualmente una Ley de Minería.
De acuerdo a un artículo del sitio web del Centro de medios independientes, indymedia.org, la presencia de hidrocarburos, sales y cargas orgánicas en el agua natural de los ríos de la cuenca del bajo Napo-Orellana-Ecuador, evidencia un alto nivel de contaminación. Los pobladores que viven en las zonas afectadas por descargas de estos contaminantes, difícilmente pueden pagar los altos costos de monitoreo del agua. Frente a esta situación, se busca alternativas para mantener una red de vigilancia a bajo coste y fácil de realizar. 
De acuerdo a una nota publicada el 27 de mayo de 2011 en el diario El comercio, indicaron que, informes elaborados por el Instituto de Higiene Izquieta Pérez y la Secretaría Nacional del Agua (Senagua), sobre muestras tomadas en los ríos del norte de Esmeraldas, coinciden en que existe un alto nivel de contaminación en las aguas. Se estima que la extracción, a cielo abierto, de oro afecta a unas 40 comunidades del cantón Eloy Alfaro y 36 del cantón San Lorenzo. “El uso principal de mercurio y arsénico contaminó el agua de los ríos y esteros en Boca de María, Zabaleta, Bogotá, Santiago, Wimbí, Tululbí, Picadero, Selva Alegre y El Muerto, ubicados en los cantones Eloy Alfaro y San Lorenzo”, según los estudios. 
De acuerdo con las investigaciones, en varios ríos se encontraron 300 veces más de lo permitido de arsénico, uno de los productos más tóxicos que hay. Igualmente hay restos de aluminio de 400 veces más de lo tolerable…

## Técnicas de purificación (Alternativas)
Se proponen tres tecnologías que consiste en colocar el agua en botellas de plástico transparentes (PET) de agua mineral o de gaseosas, un residuo de consumo habitual, que pueden servir no sólo para el tratamiento, sino también para el almacenamiento del agua. 
IMPORTANTE: las botellas verdes (tipo de Seven Up o Sprite) no sirven para estas técnicas.
La mayor ventaja es que utilizan materiales muy económicos y son dependientes únicamente de la energía solar (radiación UV). 
Las tecnologías son:
- Desinfección Solar de Aguas -(SODIS)
- Remoción de Arsénico por Oxidación Solar modificada (SORAS modificada)
- Fotocatálisis heterogénea solar con TiO2 (FH)

### Desinfección Solar de Aguas
Una tecnología ya bien establecida y aceptada para proveer agua bacteriológicamente segura que se basa en la exposición al sol de la botella conteniendo el agua contaminada por aproximadamente seis horas.

Los rayos solares actúan por combinación de la radiación UV-A y la radiación infrarroja destruyendo bacterias y virus (incluyendo al vibrio cholerae).
Esta técnica es universal, altamente probada. 
Ejemplo: Se realizó una experiencia con agua del lago de Palermo, en la ciudad de Buenos Aires. Luego de una exposición solar de 6 horas en botellas PET de 2 litros, los microorganismos desaparecieron y quedó apta para el consumo. Claro que no será lo mismo la exposición solar en Tucumán en pleno verano que en Buenos Aires en invierno, por eso la cantidad de horas es estimativa.
La única restricción es que el agua se debe tomar durante ese día, de lo contrario los microorganismos se vuelven a reproducir.

### Remoción de Arsénico por Oxidación Solar modificada
El agua se coloca con algunos gramos de alambre, que se irradia por algunas horas. Este tratamiento elimina el arsénico por oxidación y coprecipitación con óxido de hierro formados en el proceso. Por la noche, la botella se deja en posición vertical para promover la precipitación y por la mañana se filtra por un paño de tela, similar al que se usa para el café.
La tecnología Soras fue probada con bastante éxito en la India y Bangladés, entre otros países. Sirve para eliminar el arsénico 3, pero no para el arsénico 5 (de alta prevalencia en Argentina). 
ACLARACIÓN: la Dra Litter opina que su premisa de trabajo es ‘siempre es mejor algo que nada’. Y algo de arsénico se puede eliminar. Es una pequeña solución a un problema grave. 
Para que Soras sea efectivo en países con arsénico 5, como Argentina se necesita que el agua tenga más hierro. Por eso, lo debemos agregar externamente, con alambre o virulana. Estos compuestos forman unos ‘barros’ sobre los cuales se absorbe o coprecipita el arsénico”.

### Fotocatálisis heterogénea solar con TiO2 (FH)
Es una tecnología avanzada de oxidación que emplea una sustancia barata, reutilizable y no tóxica, el dióxido de titanio que elimina compuestos orgánicos tóxicos, metales como cromo o arsénico, y hasta puede destruir bacterias y virus. En este caso, las botellas se colocan al sol con el agua y el fotocatalizador (TiO2 óxido de Titanio) fijado a sus paredes por un procedimiento muy simple, que podría ser efectuado por los mismos pobladores, adecuadamente instruidos para ello.
En esta técnica podría eliminar todo el arsénico, la contaminación microbiana, orgánica y probablemente el uranio (aunque los estudios no han finalizado). 
El dióxido de titanio está presente en los jugos sintéticos, tipo Tang (se usa como espesante), también en cosméticos y pantallas solares. 
El procedimiento consiste en hacer una pequeña capa de este dióxido, una especie de filme, que se coloca en el interior de la botella. El mismo le da opacidad y se estima que expuesto a la energía solar podría eliminar todos los tóxicos.
Ejemplo: Un trabajo realizado en Tucumán (Argentina) con agua contaminada con un herbicida muy difundido (2,4-D). Se aplicó esta técnica y toda la materia orgánica se transformó en dióxido de carbono (CO2). O sea, se produjo una descontaminación. Lo mismo hace con un microorganismo; que lo inactiva y lo mineraliza. Uno de los inconvenientes es que el proceso de exposición requiere una exposición bastante prolongada a la radiación solar. Todavía no se cuenta con valores recomendados.

## Advertencias
Son técnicas muy accesibles. Pero es importante tener en cuenta que no se puede aplicar en todos los tipos de agua. Primero habría que analizarla con un sencillo estudio de laboratorio. Un camino posible es que cada alcalde o intendente de una comunidad se contacte con un laboratorio (universitario, público o privado) a los efectos de analizar las características específicas del agua de su distrito.
Según investigaciones recientes, algunos tipos de plásticos utilizados para envases de alimentos, incluyendo agua, desprenden estradiol, una hormona sexual que puede afectar la salud.